# هينريتش شتورم
هينريتش شتورم (بالألمانية: Heinrich Sturm) هو طيار بطل ألماني، ولد في 12 يونيو 1920 في ديبورغ في ألمانيا، وتوفي في 22 ديسمبر 1944 في Csór ‏ في المجر.